# جولي فروست
جولي فروست (بالإنجليزية: Julie Frost)‏ هي كاتبة غنائية وموسيقية ومغنية أمريكية، ولدت في 26 سبتمبر 1970.

## وصلات خارجية
- جولي فروست على موقع ميوزك برينز (الإنجليزية)
- جولي فروست على موقع أول ميوزيك (الإنجليزية)
- جولي فروست على موقع ديسكوغز (الإنجليزية)